# Église réformée de Hongrie
Ne doit pas être confondu avec Église réformée hongroise.
L'Église réformée de Hongrie (hongrois : Magyarországi Református Egyház) est l'Église regroupant les protestants calvinistes de Hongrie. En nombre de fidèles, c'est la deuxième église du pays après l'Église catholique hongroise, comptant 15,9 % de la population selon le recensement de 2001. Elle est particulièrement représentée dans l'est du pays et a la particularité pour une église calviniste d'avoir à sa tête des évêques chargés d'administrer les quatre arrondissements ecclésiastiques.

## Organisation
L'Église compte 1 200 paroisses regroupées en 27 comitats ecclésiastiques et 4 arrondissements ecclésiastiques. Depuis 2009, l'Église réformée de Hongrie fait partie de l'Église réformée hongroise (Magyar Református Egyház), une fédération dotée d'un synode commun et regroupant les églises réformées de langue hongroise de Hongrie et des anciens territoires hongrois : les quatre arrondissements ecclésiastiques de Hongrie, les deux arrondissements ecclésiastiques de l'Église réformée de Roumanie (Romániai Református Egyház), l'Église chrétienne réformée de Slovaquie (Szlovákiai Református Keresztyén Egyház), l'Église réformée de Subcarpathie (Kárpátaljai Református Egyház, dans la partie de l'Ukraine qui faisait autrefois partie de la Hongrie), l'Église chrétienne réformée de Serbie (Szerbiai Református Keresztyén Egyház) ainsi que les églises réformées de Croatie et de Slovénie.

## Histoire
Créée en 1567, elle est protégée entre autres par les princes de Transylvanie, Étienne II Bocskai (1557-1606), Gabriel Bethlen (1580-1629), Georges Ier Rákóczi (1593-1648)). Sa capitale historique est à Debrecen.
L'Église évangélique de Hongrie et l'Église réformée de Hongrie sont persécutées par le pouvoir autrichien, catholique, antiprotestant, partisan de la réforme catholique ou contre-Réforme dès le Concile de Trente (1542), particulièrement durant la décennie de deuil (1671-1681).